# Zbór
Zbór – określenie stosowane m.in. w Polsce, Czechach (cz. sbor) i na Białorusi (biał. збор) w odniesieniu do lokalnej wspólnoty wiernych Kościołów protestanckich (parafia, gmina, zgromadzenie, kongregacja) i niektórych ugrupowań nieprotestanckich, historycznie wywodzących się z protestantyzmu, np. przez Świadków Jehowy.

## Znaczenie w Kościele protestanckim

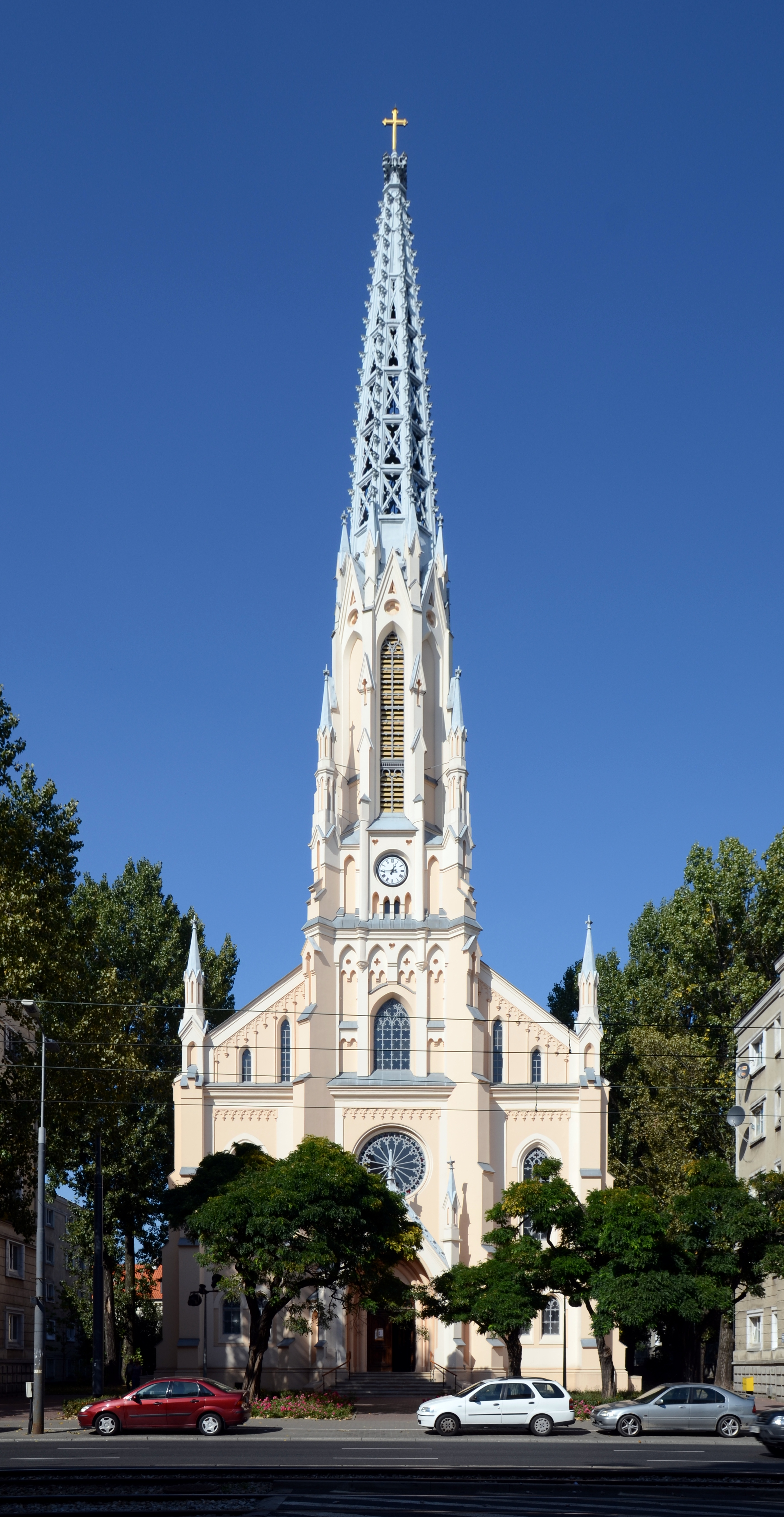
Budynek parafii ewangelicko- reformowanej w Warszawie

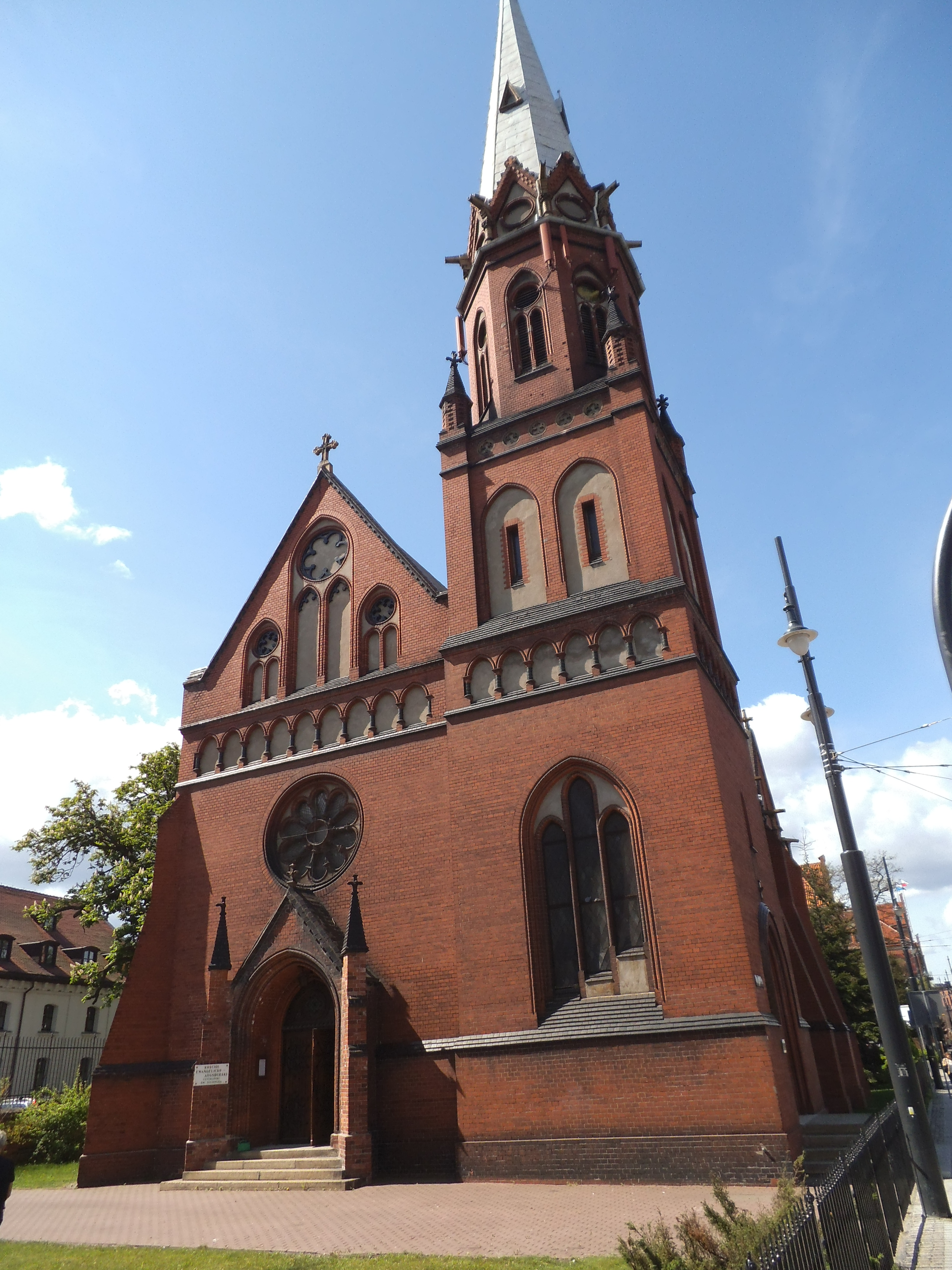
Kościół św. Szczepana parafii ewangelicko-augsburskiej w Toruniu

Słowo zbór (znaczenie współczesne – zgromadzenie) jest zbliżone znaczeniem do słowa wspólnota i oznacza wiernych podstawowej jednostki organizacyjnej danego Kościoła protestanckiego. Członków zboru określa się mianem zborowników. Na czele zboru stoi zwykle proboszcz, pastor lub rada starszych. W zależności od eklezjologii danego wyznania zbór jest postrzegany jako odpowiednik katolickiej parafii lub diecezji (w znaczeniu kościoła partykularnego).

### Użycie

#### Budynek (kościół)
W kontaktach z przedstawicielami wyznań protestanckich niepoprawne jest używanie słowa „zbór” dla oznaczenia budynku (kościoła lub kaplicy – określanych też jako dom modlitwy) jako miejsca kultu. Takie nazewnictwo ma korzenie jeszcze w czasach dawnych waśni międzywyznaniowych, kiedy to katolicy odmawiali świątyniom protestanckim rangi miejsca świętego, a więc i przysługującego takiemu miejscu określenia kościół. Niemniej wyraz zbór jako świątynia protestancka funkcjonuje w publikacjach historycznych oraz we współczesnych słownikach języka polskiego i jest często stosowane w mowie potocznej. Bywa też używany w takim znaczeniu także przez samych protestantów. (Oficjalnie ta nazwa dla budynku jest używana przez Czechosłowacki Kościół Husycki).
W kręgach ewangelikalnych zdania są podzielone – można napotkać niechęć do określania budynków zborowych mianem „zborów”, która ma podłoże teologiczne (jednak użycie tego określenia zdarza się często w języku potocznym). Wynika ona z akcentowania faktu, że zborem (kościołem) w znaczeniu biblijnym jest wspólnota wierzących, nie zaś dom modlitwy, w którym się ona spotyka. Z drugiej strony – wśród polskich zielonoświątkowców można często usłyszeć nazywanie miejsca zgromadzeń właśnie „zborem”.

#### Lokalna wspólnota wiernych
W odniesieniu do podstawowej jednostki administracyjnej, Kościoły ewangelickie (m.in. luterańskie) posługują się także terminem „parafia” (przy czym pojęcie „zbór” ma charakter szerszy, gdyż odnosi się również do filiałów), natomiast Kościoły ewangelikalne (np. baptyści czy zielonoświątkowcy) konsekwentnie stosują określenie zbór zarówno w życiu wewnętrznym społeczności, jak również w dokumentach prawnych.

### Nazwy zborów
Praktyka nazywania zborów (w znaczeniu lokalnej wspólnoty wiernych) jest w protestantyzmie powszechna i w kościołach ewangelikalnych stanowi odpowiednik katolickiej praktyki nadawania parafii wezwania w celu identyfikacji. Nie oznacza to jednak powierzenia zboru opiece patrona, ani też nie ma związku z innym przejawem kultu świętych. Zazwyczaj w ewangelikalizmie nazwy zborów nie pochodzą od imion ludzi, ale wywodzą się od pojęć biblijnych. Nazwy zborów, ze względu na pochodzenie, podzielić możemy m.in. na:

#### Pojęcia biblijne w językach oryginalnych
- „koinonia”
- „filadelfia”
- „eklezja”
- „maranatha”

#### Miejsca i miejscowości biblijne
- „Nazaret”
- „Betlejem”
- „Emaus”
- „Jerozolima”
- „Betesda”

#### Inne pojęcia i związki
- „droga sprawiedliwych”
- „dom Boży”

W ewangelicyzmie, podobnie jak w katolicyzmie, budynki kościelne bywają nazywane od imion postaci biblijnych lub wydarzeń (np. „Parafia Wniebowstąpienia Pańskiego” w Warszawie).

## Zbór u Świadków Jehowy
Świadkowie Jehowy mianem „zboru” nazywają „zorganizowaną grupę Świadków Jehowy, która regularnie spotyka się by wspólnie wielbić Boga”. W zborze powołuje się grono starszych, które jest odpowiedzialne za realizację urozmaiconego programu opartego na pouczeniach z Biblii oraz duchowego przewodnictwa zarówno dla zboru jako grupy, jak i dla jego pojedynczych członków. Ma ono do pomocy sług pomocniczych. Nazwa zboru najczęściej powiązana jest z nazwą miejscowości, jej częścią, dzielnicą lub ulicą, na terenie których się zbór znajduje (np.: Białystok-Śródmieście, Opole-Północ, Poznań-Winogrady, Warszawa-Nowolipki itp.) lub w przypadku zborów innojęzycznych z językiem, jakim się w nim posługują (np.: Kraków-Angielski, Katowice-Rosyjski, Warszawa-Migowy itp.). W 2023 roku na świecie działało ogółem 118 177 zborów w 239 krajach i terytoriach zależnych (w Polsce – 1267). Każdy zbór ma za zadanie dotrzeć z działalnością ewangelizacyjną do osób na określonym obszarze. „Zbory liczą zazwyczaj około 100 głosicieli i korzystają z Sal Królestwa” (na ogół zbudowane lub wyremontowane obiekty), w których odbywają się regularne zebrania religijne. W szerszym znaczeniu nazywa się tak ogół Świadków Jehowy ze wszystkich krajów świata – „ogólnoświatowy zbór”.